# Athlétisme aux Jeux panaméricains de 2023
Navigation
Les épreuves d’athlétisme lors des Jeux panaméricains de 2023 se déroulent du 29 octobre au 4 novembre 2023 à Santiago, au Chili.

## Résultats

### Hommes
| Épreuves          | Or                                                                          | Or       | Argent                                                                    | Argent       | Bronze                                                                                | Bronze       |
| ----------------- | --------------------------------------------------------------------------- | -------- | ------------------------------------------------------------------------- | ------------ | ------------------------------------------------------------------------------------- | ------------ |
| 100 m             | José González (DOM)                                                         | 10.30    | Felipe Bardi (BRA)                                                        | 10.31 (.302) | Emanuel Archibald (GUY)                                                               | 10.31 (.310) |
| 200 m             | Renan Correa (BRA)                                                          | 20.37    | José González (DOM)                                                       | 20.56        | Nadale Buntin (SKN)                                                                   | 20.79        |
| 400 m             | Lucas Conceição (BRA)                                                       | 45.77    | Luis Aviléss (MEX)                                                        | 45.97        | Martín Kouyoumdjian (CHI)                                                             | 46.58        |
| 800 m             | José Antonio Maita (VEN)                                                    | 1:45.69  | Jesús Tonatiú López (MEX)                                                 | 1:46.04      | Navasky Anderson (JAM)                                                                | 1:46.40      |
| 1 500 m           | Charles Philibert-Thiboutot (CAN)                                           | 3:39.74  | Robert Heppenstall (CAN)                                                  | 3:39.76      | Casey Comber (USA)                                                                    | 3:39.90      |
| 5 000 m           | Kasey Knevelbaard (USA)                                                     | 14:47.69 | Charles Philibert-Thiboutot (CAN)                                         | 14:48.02     | Altobeli da Silva (BRA)                                                               | 14:48.18     |
| 10 000 m          | Isai Rodriguez (USA)                                                        | 28:17.84 | Samuel Chelanga (USA)                                                     | 29:01.21     | Alberto González (PASO)                                                               | 29:12.24     |
| 110 m haies       | Eduardo de Deus (BRA)                                                       | 13.67    | De'Vion Wilson (USA)                                                      | 13.78        | Rafael Pereira (BRA)                                                                  | 14.04        |
| 400 mètres haies  | Jaheel Hyde (JAM)                                                           | 49.19    | Matheus Lima (BRA)                                                        | 49.69        | Yoao Illas (CUB)                                                                      | 49.74        |
| 3 000 m steeple   | Jean-Simon Desgagnés (CAN)                                                  | 8:30.14  | Daniel Michalski (USA)                                                    | 8:36.47      | Carlos San Martín (COL)                                                               | 8:41.59      |
| Marathon          | Cristhian Pacheco (PER)                                                     | 2:11:14  | Hugo Catrileo (CHI)                                                       | 2:12:07      | Luis Ostos (PER)                                                                      | 2:12:34      |
| 20 km marche      | David Hurtado (ECU)                                                         | 1:19.20  | Caio Bonfim (BRA)                                                         | 1:19.24      | Andrés Olivas (MEX)                                                                   | 1:19.56      |
| 4 × 100 m         | Brésil- Rodrigo do Nascimento - Felipe Bardi - Erik Cardoso - Renan Correa  | 38.68    | Cuba- Reynaldo Espinosa - Edel Amores - Yaniel Carrero - Shainer Rengifo  | 39.26        | Argentine- Tomás Mondino - Bautista Diamante - Juan Ignacio Ciampitti - Franco Florio | 39.48        |
| 4 × 400 m         | Brésil- Lucas Carvalho - Matheus Lima - Douglas Hernandes - Lucas Conceição | 3:03.92  | Mexique- Guillermo Campos - Luis Avilés - Edgar Ramírez - Valente Mendoza | 3:04.22      | République dominicaine- Ezequiel Suárez - Robert King - Ferdy Agramonte Yeral Nuñez   | 3:05.98      |
| Saut en hauteur   | Luis Zayas (CUB)                                                            | 2.27     | Luis Joel Castro (PUR)                                                    | 2.24         | Donald Thomas (BAH)                                                                   | 2.24         |
| Saut à la perche  | Matt Ludwig (USA)                                                           | 5.55     | Germán Chiaraviglio (ARG)                                                 | 5.50         | Jorge Luna (MEX)                                                                      | 5.40         |
| Saut en longueur  | Arnovis Dalmero (COL)                                                       | 8.08     | Alejandro Parada (CUB)                                                    | 8.01         | Maikel Vidal (CUB)                                                                    | 8.01         |
| Triple saut       | Lázaro Martínez (CUB)                                                       | 17.19    | Almir dos Santos (BRA)                                                    | 16.92        | Cristian Nápoles (CUB)                                                                | 16.66        |
| Lancer du poids   | Darlan Romani (BRA)                                                         | 21.36    | Uziel Muñoz (MEX)                                                         | 21.15        | Jordan Geist (USA)                                                                    | 20.53        |
| Lancer du disque  | Lucas Nervi (CHI)                                                           | 63.39    | Mauricio Ortega (COL)                                                     | 61.86        | Fedrick Dacres (JAM)                                                                  | 61.25        |
| Lancer du marteau | Ethan Katzberg (CAN)                                                        | 80.96    | Daniel Haugh (USA)                                                        | 77.82        | Rudy Winkler (USA)                                                                    | 76.65        |
| Lancer du javelot | Curtis Thompson (USA)                                                       | 79.65    | Pedro Henrique Rodrigues (BRA)                                            | 78.45        | Leslain Baird (GUY)                                                                   | 78.23        |
| Décathlon         | Santiago Ford (CHI)                                                         | 7834 pts | José Fernando Santana (BRA)                                               | 7748 pts     | Ryan Talbot (USA)                                                                     | 7742 pts     |

### Femmes
| Épreuves          | Or                                                                                          | Or         | Argent                                                                                         | Argent   | Bronze | Bronze   |
| ----------------- | ------------------------------------------------------------------------------------------- | ---------- | ---------------------------------------------------------------------------------------------- | -------- | --- | -------- |
| 100 m             | Yunisleidy García (CUB)                                                                     | 11.36      | Jasmine Abrams (GUY)                                                                           | 11.52    | Michelle-Lee Ahye (TRI)                                                                                       | 11.53    |
| 200 m             | Marileidy Paulino (DOM)                                                                     | 22.74      | Yunisleidy García (CUB)                                                                        | 23.33    | Ana Azevedo (BRA)                                                                                             | 23.52    |
| 400 m             | Martina Weil (CHI)                                                                          | 51.48      | Nicole Caicedo (ECU)                                                                           | 51.76    | Evelis Aguilar (COL)                                                                                          | 51.95    |
| 800 m             | Sahily Diago (CUB)                                                                          | 2:02.71    | Déborah Rodríguez (URU)                                                                        | 2:02.88  | Rose Mary Almanza (CUB)                                                                                       | 2:03.68  |
| 1 500 m           | Joselyn Brea (VEN)                                                                          | 4:11.80    | Daily Cooper (CUB)                                                                             | 4:11.86  | Emily Mackay (USA)                                                                                            | 4:12.02  |
| 5 000 m           | Joselyn Brea (VEN)                                                                          | 16:04.12   | Taylor Werner (USA)                                                                            | 16:06.48 | Julie-Anne Staehli (CAN)                                                                                      | 16:06.75 |
| 10 000 m          | Luz Mery Rojas (PER)                                                                        | 33:12.19   | Laura Galván (MEX)                                                                             | 33:15.85 | Ednah Kurgat (USA)                                                                                            | 33:16.61 |
| 100 mètres haies  | Andrea Vargas (CRC)                                                                         | 13.06      | Greisys Roble (CUB)                                                                            | 13.09    | Alaysha Johnson (USA)                                                                                         | 13.19    |
| 400 mètres haies  | Gianna Woodruff (PAN)                                                                       | 56.44      | Ewellyn Santos (BRA)                                                                           | 57.18    | Daniela Rojas (CRC)                                                                                           | 57.41    |
| 3 000 m steeple   | Belén Casetta (ARG)                                                                         | 9:39.47 GR | Alycia Butterworth (CAN)                                                                       | 9:40.86  | Tatiane da Silva (BRA)                                                                                        | 9:41.29  |
| 4 × 100 m         | Cuba- Laura Moreira - Enis Verdecia - Yarima García - Yunisleidy García - Jocelyn Echazabal | 43.72      | Chili- Anaís Hernández - Martina Weil - Isidora Jiménez - Maria Ignacia Montt                  | 44.19    | République dominicaine- Liranyi Alonso - Marileidy Paulino - Martha Méndez - Anabel Medina - Darianny Jiménez | 44.32    |
| 4 × 400 m         | Cuba- Zurian Hechavarría - Rose Mary Almanza - Sahily Diago - Lisneidy Veitía               | 3:33.15    | République dominicaine- Mariana Pérez - Anabel Medina - Franshina Martínez - Marileidy Paulino | 3:34.27  | Brésil- Anny de Bassi - Letícia Nonato - Jainy dos Santos - Tiffani Marinho                                   | 3:34.80  |
| Marathon          | Citlali Cristian (MEX)                                                                      | 2:27:12 GR | Florencia Borelli (ARG)                                                                        | 2:27:29  | Gladys Tejeda (PER)                                                                                           | 2:30:39  |
| 20 km marche      | Kimberly García (PER)                                                                       | —          | Glenda Morejón (ECU)                                                                           | —        | Evelyn Inga (PER)                                                                                             | —        |
| Saut en hauteur   | Rachel McCoy (USA)                                                                          | 1.87       | Jennifer Rodríguez (COL)                                                                       | 1.84     | Marisabel Senyu (DOM)                                                                                         | 1.81     |
| Saut à la perche  | Bridget Williams (USA)                                                                      | 4.60       | Robeilys Peinado (VEN)                                                                         | 4.55     | Aslin Quiala (CUB)                                                                                            | 4.40     |
| Saut en longueur  | Natalia Linares (COL)                                                                       | 6.66       | Eliane Martins (BRA)                                                                           | 6.49     | Tiffany Flynn (USA)                                                                                           | 6.40     |
| Triple saut       | Leyanis Pérez (CUB)                                                                         | 14.75      | Liadagmis Povea (CUB)                                                                          | 14.41    | Thea Lafond (DMA)                                                                                             | 14.25    |
| Lancer du poids   | Sarah Mitton (CAN)                                                                          | 19.19      | Rosa Ramírez (DOM)                                                                             | 17.99    | Adelaide Aquilla (USA)                                                                                        | 17.73    |
| Lancer du disque  | Izabela Rodrigues (BRA)                                                                     | 59.63      | Andressa de Morais (BRA)                                                                       | 59.29    | Samantha Hall (JAM)                                                                                           | 59.14    |
| Lancer du marteau | DeAnna Price (USA)                                                                          | 72.34      | Rosa Rodríguez (VEN)                                                                           | 71.59    | Kaila Butler (CAN)                                                                                            | 65.10    |
| Lancer du javelot | Flor Ruíz (COL)                                                                             | 63.10      | Rhema Otabor (BAH)                                                                             | 60.54    | Madelyn Harris (USA)                                                                                          | 60.06    |
| Heptathlon        | Erin Marsh (USA)                                                                            | 5882 pts   | Alysbeth Félix (PUR)                                                                           | 5665 pts | Jordan Gray (USA)                                                                                             | 5494 pts |

### Mixte
| Épreuves                | Or                                                                                        | Or      | Argent                                                                         | Argent  | Bronze                                                                         | Bronze  |
| ----------------------- | ----------------------------------------------------------------------------------------- | ------- | ------------------------------------------------------------------------------ | ------- | ------------------------------------------------------------------------------ | ------- |
| 4 × 400 m mixte         | République dominicaine- Ezequiel Suárez - Anabel Medina - Robert King - Marileidy Paulino | 3:16.05 | Brésil- Douglas Hernandes - Letícia Nonato - Lucas Conceição - Tiffani Marinho | 3:18.55 | États-Unis- Demarius Smith - Honour Finley - Richard Kuydendoll - Jada Griffin | 3:19.41 |
| 35 km marche par équipe | Équateur- Glenda Morejón - Brian Pintado                                                  | 2:56.49 | Pérou- Kimberly García - César Rodríguez                                       | 3:01.14 | Brésil- Viviane Lyra - Caio Bonfim                                             | 3:02.14 |